# Émile Loubet
Émile Loubet, född 31 december 1838 i Marsanne, Drôme, Frankrike, död 20 december 1929 i Montélimar, Drôme, var en fransk politiker. Han var Frankrikes premiärminister 1892 och president från 1899 till 1906. 

## Biografi
Loubet var ursprungligen advokat, blev deputerad 1876 och senator 1885. Han var minister för offentliga arbeten 1887-88, var konseljpresident och inrikesminister 1892, inrikesminister 1892-93 och senatens president 1896-99. Vid presidentvalet 1899 blev Loubet som vänsterns kandidat vald till republikens president. Hans regim blev en av 3:e republikans mest händelserika, betecknande en definitiv omläggning i såväl de inrikes- som de utrikespolitiska affärerna. Inrikespolitiskt karaktäriserades tiden av Pierre Waldeck-Rousseau och Émile Combes regeringar och radikalismens definitiva genombrott, utrikespolitiskt av Théophile Delcassés närmande till Storbritannien och Italien samt stärkandet av den rysk-franska alliansen. Denna utrikespolitiska utveckling fick synbart tecken 1901 i tsar Nikolaj II:s besök i Paris och Loubets återbesök samma år, vidare i ett italienskt kungabesök i Paris. Efter sin avgång 1906 levde Loubet i tillbakadraget lugn.

## Utmärkelser
- Kungliga Serafimerorden,  17 april 1899[7]
- Riddare av Elefantorden,  1900[8]
- Norska Lejonorden,  1904
- Svarta örns orden
- Krysantemumorden[9]
- Afrikanska befrielseorden
- Riddare av Gyllene skinnets orden
- Chakriorden
- Nassauska Gyllene lejonets orden
- Etiopiska Stjärnorden
- Storkorset av Nederländska Lejonorden
- Storkorsriddare av Italienska kronorden
- Storkorsriddare av Sankt Mauritius och Sankt Lazarusorden
- Annunziataorden
- Sankt Alexander Nevskij-orden
- Sankt Stanislausorden, första klassen
- Sankt Annas orden, första klass
- Storkors av Vita örns orden
- Andreasorden
- Storkorset av Svarta stjärnorden
- Hederslegionens stormästare[10]
- Anjouanstjärnans orden
- Storkors av Nichan el Anouars orden
- Storkors av Hederslegionen

[Redigera Wikidata]